# Adjarie

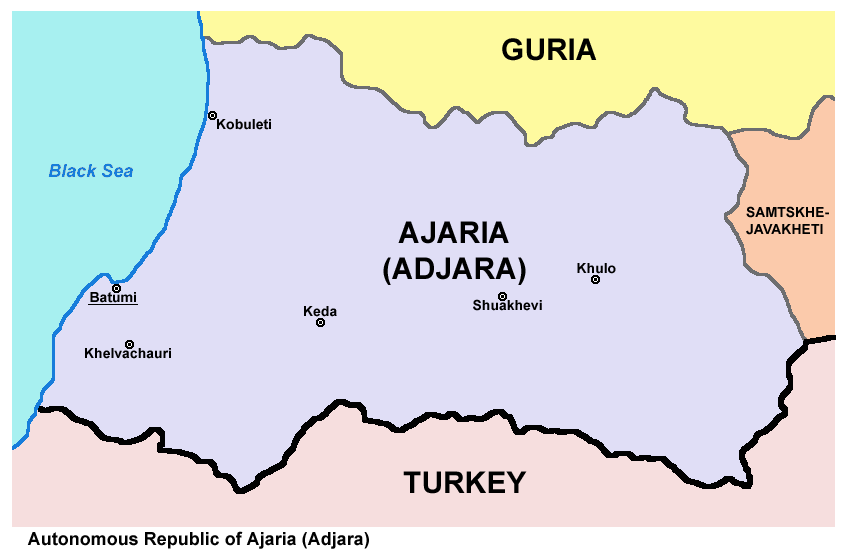
Carte de la république autonome d'Adjarie

L'Adjarie (en géorgien : აჭარა, atchara phonétiquement), en forme longue la république autonome d'Adjarie, fait partie de la république de Géorgie. D’une superficie de quelque 2 900 km2, elle compte  337 000 habitants. Située dans le sud-ouest du pays, elle a une frontière commune avec la Turquie et possède une façade maritime sur la mer Noire. Sa capitale est Batoumi.

## Histoire
Elle est à la fois une subdivision administrative de la Géorgie moderne et une partie du territoire géorgien historique dont les dimensions ne se recouvrent pas toujours.

### De l'Antiquité au Moyen Âge
Même si le nom d'Adjarie n'apparaît qu'au VIIe siècle, les premières traces d'occupation humaine sur le territoire de l'actuelle Adjarie remontent à la période néolithique. Les vestiges sont plus nombreux à partir de l'âge du bronze, notamment des restes de forges.
Dans l’Antiquité, l’Adjarie faisait partie de la région que les Grecs nommaient Colchide. C'était une contrée active, point de départ de routes commerciales importantes, équipées de ponts et protégées par des forteresses. Elle était active dans la fabrication d'armes et de bijoux, et était connue pour sa richesse et sa culture. Pompée conquit le royaume de Colchide en 65 av. J.-C. et elle devint la province romaine de Lazique. Le christianisme y aurait été introduit très tôt, dès le Ier siècle, grâce aux apôtres saint André et saint Matthieu.
Par la suite, l'Adjarie fit partie tantôt de l'Empire byzantin, tantôt de différents royaumes géorgiens : Lazique aux IVe et Ve siècles (Kartlie, Royaume des Kakhtvèles sous la dynastie des Bagratides, etc.) . Elle connut successivement les invasions des Perses, des Arabes, des Turcs Seldjoukides. Intégrée au grand royaume unifié de Géorgie aux XIe et XIIe siècles, elle subit au XIIIe siècle l'invasion mongole. Après le morcellement de la Géorgie en royaumes et principautés indépendantes qui s'ensuivit, l'Adjarie fut un temps intégrée à la Gourie.

### DuXVIeauXIXesiècle: dominations ottomane, russe, soviétique
Après plusieurs tentatives infructueuses, l'Empire ottoman finit par établir son contrôle sur l'Adjarie à la fin du XVIe siècle. Cette domination allait durer trois siècles. Le processus d'islamisation, d'abord assez lent, atteignit son apogée au XVIIe siècle. Le particularisme des Adjars était né, celui d'être des Géorgiens musulmans.
Après la guerre russo-turque de 1877-1878, la Russie victorieuse fit acter le rattachement de l'Adjarie à l'Empire russe dans le traité de San Stefano, signé le 3 mars 1878, et ce rattachement fut entériné au congrès de Berlin. L'Adjarie forma le district de Batoumi, incorporé au gouvernement de Koutaïssi. Elle devint un carrefour commercial et connut un essor industriel, appuyé sur le développement du port de Batoumi désormais relié à Bakou par chemin de fer et par un oléoduc.
La situation changea de nouveau à la fin de la Première Guerre mondiale. Le traité de Brest-Litovsk conclu le 3 mars 1918 entre la Russie et la Turquie prévoyait le retour de l'Adjarie dans le giron de la Turquie, mais les termes de ce traité furent immédiatement contestés par l’éphémère fédération de Transcaucasie puis par la Géorgie redevenue indépendante le 26 mai 1918. La Turquie s'empara alors de Batoumi, mais dut céder la ville à ses alliés allemands, vite remplacés par 15 000 soldats britanniques après la défaite des empires centraux dans le conflit mondial. Les Britanniques ne devaient quitter la ville qu'en juillet 1920.
En 1921, le traité de Kars conclu entre la Turquie et les républiques soviétiques formant la Transcaucasie admit l'intégration de l'Adjarie à la Géorgie, à la condition expresse que sa population jouisse « d’une vaste autonomie administrative locale garantissant à chaque communauté ses droits culturels et religieux » (article 6). C'est ainsi que l'Adjarie devint le 16 juillet 1921, cinq mois après l'invasion de la Géorgie par l'Armée rouge, la seule entité territoriale de l'Union soviétique fondée sur une base religieuse et non ethnique, sous le nom de république socialiste soviétique autonome d'Adjarie, rattachée à la république socialiste soviétique de Géorgie.

### De 1991 à 2004: la tentation de l'indépendance
Au moment de la dislocation de l'Union soviétique, l'Adjarie eut des velléités d'indépendance. Avant même la proclamation de l'indépendance de la Géorgie le 9 avril 1991, Batoumi avait connu des manifestations en faveur de l'indépendance (notamment le 22 avril 1990). Les tensions avec le gouvernement central ont atteint leur paroxysme au printemps 2004, lorsque le président adjar Aslan Abachidzé (1938-) a décidé littéralement de couper les ponts avec Tbilissi, ordonnant la destruction des ponts reliant l’Adjarie à la Géorgie. Quelques jours plus tard, il était contraint à la démission et à l'exil.

### L'Adjarie sous la férule d'Aslan Abachidzé
L'histoire de l'Adjarie durant cette période est fortement marquée par la personnalité de son dirigeant. 

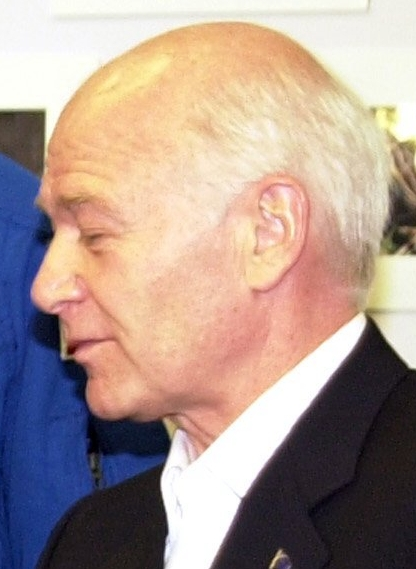
Aslan Abachidzé

 En 1991, Aslan Abachidzé est nommé à la tête de la république autonome d'Adjarie à l'instigation du président géorgien Zviad Gamsakhourdia, qui compte sur lui pour contrôler l'autonomie adjare. Il va  en réalité l’étendre à son profit. C'est le descendant d'une vieille famille princière, qui a participé au pouvoir local depuis le XVIIe siècle quels que soient les maîtres du moment. Autocratique, il gère l'Adjarie comme un fief personnel (il fait par exemple nommer son fils maire de Batoumi) et ne cesse de prendre ses distances avec le pouvoir central. Il parvient à maintenir sa république à l'écart de la guerre civile géorgienne de décembre 1991 - janvier 1992 qui se termine par la chute du président Zviad Gamsakhourdia et du conflit abkhaze, dans lequel il se voit même un temps confier un rôle de médiateur par Édouard Chévardnadzé. Il s'appuie sur la Russie, profitant de la présence des gardes-frontières russes à la frontière avec la Turquie jusqu'en 1999 et d'une base militaire russe à Batoumi, important fournisseur d'emplois et garante d'une certaine stabilité. Il crée des forces armées adjares et une zone économique franche. Un contentieux l'oppose au gouvernement central à propos des contributions, prélevées sur les impôts et taxes, que l'Adjarie devrait reverser à l'État géorgien.
Toutes les tentatives du président géorgien Édouard Chévardnadzé pour établir un modus vivendi restent vaines. Député au parlement géorgien, dont il fut même vice-président entre 1990 et 1995, Aslan Abachidzé n'y a jamais siégé, invoquant des motifs de sécurité, et c'est toujours Édouard Chévardnadzé qui a dû se rendre à Batoumi. Lors de l'élection présidentielle géorgienne d'avril 2000, Aslan Abachidzé, d'abord candidat, négocie avec Édouard Chévardnadzé le retrait de sa candidature et obtient en échange un amendement à la constitution géorgienne confortant le statut d'autonomie adjar. Ce qui ne l'empêche pas de faire adopter en juin 2000 une nouvelle constitution adjare sans consultation du gouvernement central. Qui plus est, il ne limite pas ses ambitions à l'Adjarie. En 1998, il émet l'idée d'une unification de l'Adjarie avec la région voisine de Samtskhé-Djavakhétie et en 2003, celle d'une Géorgie fédérale dont l'ensemble Adjarie plus Samtskhé-Djavakhétie serait l'une des composantes
À la fin des années 1990, son emprise sur sa république est incontestée. À la tête du parlement adjar depuis 1991, il est élu président de l'Adjarie au suffrage universel avec 93 % des voix en 1998. L'année suivante, son parti, l'Union pour la renaissance démocratique, remporte trente sièges au parlement géorgien (sur deux-cent-trente-cinq).
Mais à partir de 2003, une opposition interne à l'Adjarie se structure. Le 27 décembre 2003, l'alliance de l'opposition prend le nom de Notre Adjarie. Le 27 janvier 2004, le parti d'opposition Adjarie démocratique est fondé et Édouard Sournamidzé en devient président. Le 3 février naît le mouvement étudiant Kmara (en géorgien, ქმარა! : Assez !). Aslan Abachidzé réagit en créant sa propre milice, dont les membres sont surnommés « les Hommes en noir », en référence à la couleur de leurs uniformes.

### La crise du printemps 2004
Après la révolution des roses, le nouveau président géorgien Mikheil Saakachvili décide de reprendre en mains l'Adjarie. Le 14 mars 2004, il est refoulé à la frontière et ne peut pénétrer en Adjarie. Il répond en décrétant un blocus partiel de la république autonome et met les troupes géorgiennes en état d'alerte. Le 18 mars, Aslan Abachidzé fait mine de céder et passe un accord avec le président Saakachvili. Il s'engage à organiser des élections libres, à garantir le libre accès de l'Adjarie aux autorités géorgiennes, à verser au gouvernement central les impôts et taxes qui lui sont dus et à dissoudre les milices. Mais le 28 mars, lors des élections législatives géorgiennes, les fraudes se multiplient en Adjarie, où des bureaux de vote sont attaqués. Le 24 avril 2004, le gouvernement central proclame l'état d'urgence en Adjarie. Le 2 mai, Aslan Abachidzé fait dynamiter des ponts sur la rivière Tchokoli par la milice adjare, le président géorgien lui répond par un ultimatum, lui donnant dix jours pour se soumettre à la loi géorgienne. Les manifestations hostiles au régime d'Aslan Abachidzé prennent de l'ampleur à Batoumi — 15 000 personnes le 5 mai —, tandis que les défections se multiplient dans les rangs de la police. Finalement lâché par la Russie elle-même, Aslan Abachidzé abandonne le pouvoir le 6 mai 2004 et s'envole pour Moscou.

### La normalisation des relations avec le gouvernement central
Le 20 juin 2004, les élections législatives en Adjarie sont largement remportées par le parti Adjarie victorieuse, qui soutient le Mouvement national du président Saakachvili, avec 72,1 % des voix. Le 1er juillet, le parlement géorgien adopte des textes limitant l'autonomie de l'Adjarie. Ces textes précisent que c'est le président géorgien qui propose le nom du premier ministre adjar, et que le parlement géorgien peut suspendre les décisions du parlement adjar. Le 20 juillet, Levan Varchalomidzé, ancien directeur des chemins de fer géorgiens, devient premier ministre de l'Adjarie.
La base russe de Batoumi, sur laquelle Aslan Abachidzé s'était appuyé pendant des années, demeurait une source de tensions entre la Géorgie et la Russie. L'accord conclu le 31 mai 2005 entre la Géorgie et la fédération de Russie sur l'évacuation des bases militaires russes implantées en Géorgie prévoit un début de retrait de la base de Batoumi dès l'année suivante. Celui-ci s'achève le 15 novembre 2007, avec un an d'avance sur la date limite prévue dans les accords de Sotchi.
En janvier 2007, Aslan Abachidzé est condamné par contumace à quinze ans de prison pour détournements de fonds par le tribunal de Batoumi. En juillet 2007, dans une démarche de décentralisation, le siège de la Cour constitutionnelle géorgienne est transféré de Tbilissi à Batoumi.
En octobre 2012, après la victoire de la coalition d'opposition le Rêve géorgien aux élections législatives nationales et régionales, Artchil Khabadzé succède à Levan Varchalomidzé à la tête de la république autonome d'Adjarie.
Plusieurs raisons expliquent pourquoi l'Adjarie a finalement repris sa place au sein de l'État géorgien, contrairement aux deux autres régions séparatistes, l'Abkhazie et l'Ossétie du Sud. Selon Thomas Balivet, le statut d'autonomie était un héritage de la période soviétique, il ne reposait pas sur une identité adjare marquée. En effet, il ne se trouve pas en Adjarie de composante ethnique non géorgienne d'importance significative. Quant à l'identité religieuse musulmane, fondement officiel de l’autonomie, elle n'était pas non plus très marquée après soixante-dix ans d'athéisme imposé sous le régime soviétique. Silvia Serrano invoque quant à elle « l'absence de frontières communes avec la Russie, et surtout, l'identification des Adjares avec le reste des Géorgiens. »

## Statut et organisation administrative
L'Adjarie dispose d'un statut de république autonome au sein de la Géorgie. Depuis la sécession de facto de l'Abkhazie, elle est la seule région géorgienne sous l'autorité effective du gouvernement central à disposer d'un tel statut. Hérité de la période soviétique, il a été modifié à plusieurs reprises, notamment après la reprise de contrôle de l'Adjarie par le gouvernement central issu de la révolution des roses. Les conditions de cette autonomie sont précisées dans la constitution géorgienne.
L'Adjarie dispose de sa propre constitution, placée dès son préambule sous l'autorité de la constitution géorgienne et des principes fondamentaux de la démocratie. L'article premier précise que l'Adjarie est une unité territoriale qui fait partie intégrante de la Géorgie. L'organe législatif est le Conseil suprême de la république autonome d'Adjarie, qui a des compétences législatives et de contrôle du gouvernement. Il se compose de vingt-et-un membres, élus par les citoyens géorgiens résidant sur le territoire adjar ; quinze sont élus à la proportionnelle et six au scrutin majoritaire. L'organe exécutif est le gouvernement, dirigé par un président du gouvernement assisté de quatre ministres : un chargé des finances et de l'économie, un du travail, de la santé et de la sécurité sociale, un de l'agriculture et un dernier de l'éducation, de la culture et des sports.
Le territoire de l'Adjarie est divisé en six unités administratives :
- Ville de Batoumi
- District de Keda (ქედა)
- District de Kobouleti (ქობულეთი)
- District de Khelvatchaouri (ხელვაჩაული)
- District de Chouakhevi (შუახევი)
- District de Khoulo (ხულო).

## Géographie et climat

### Géographie

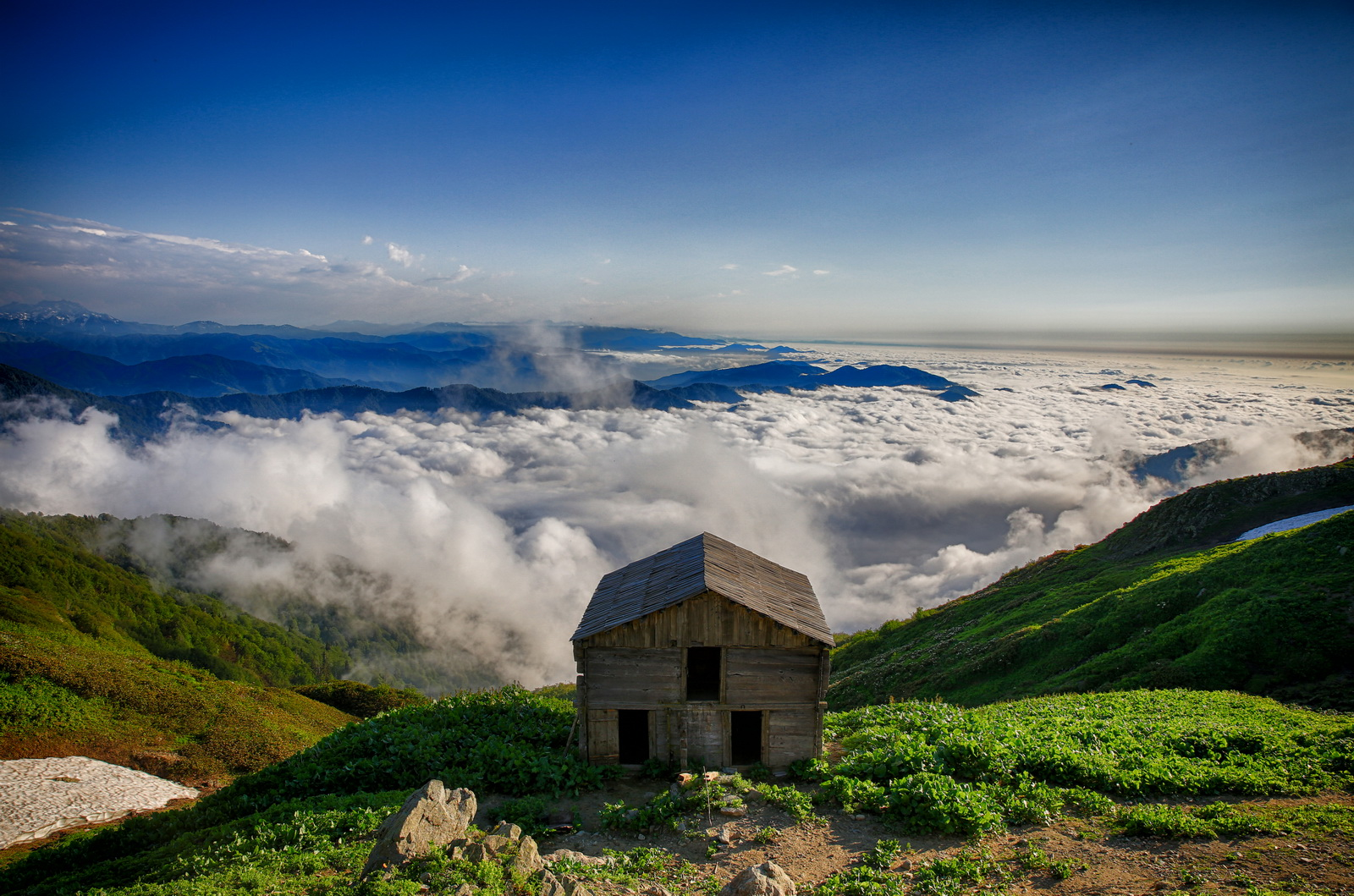
Paysage de l'aire protégée de Kintrishi dans l'Adjarie. Juin 2017.

Avec ses 2 900 km², l'Adjarie représente 4,2 % du territoire géorgien. Située au sud-ouest de la Géorgie, elle est bordée à l'Ouest par la mer Noire, au sud par la frontière avec la Turquie, à l'est et au nord par les régions géorgiennes de Samtskhé-Djavakhétie et de Gourie.
Hormis une étroite plaine côtière de 54 km de long, prolongement de la dépression de Colchide, l'essentiel du territoire adjar est occupé par la chaîne montagneuse du petit Caucase, dont le point culminant atteint 3 007 m, et par son piémont. La forêt recouvre 186 965 ha, soit 65 % de la superficie de l'Adjarie.
Tous les cours d'eau adjars appartiennent au bassin de la mer Noire. Au sud, le fleuve Tchorokhi (en géorgien, ჭოროხი), qui pénètre en Géorgie après avoir déjà parcouru 400 km en Turquie, y achève son cours au bout de 26 km seulement, mais son affluent l'Atcharistsqali (en géorgien, აჭარისწყალი) est le plus long cours d'eau d'Adjarie. Au nord, le fleuve Tcholoki (en géorgien, ჩოლოქი) marque la limite entre la Gourie et l'Adjarie.

### Climat
Le climat de l'Adjarie est subtropical humide (type Cfa de la classification de Köppen). Il se caractérise par une forte hygrométrie tout au long de l'année (autour de 80 %), et des précipitations abondantes, les plus élevées de toute la Géorgie. La moyenne annuelle de précipitations est partout supérieure à 2 200 mm, mais en montagne, elle peut atteindre 4 500 mm sur certains versants. Il pleut habituellement entre cent et cent-cinquante jours par an, mais entre-temps, le soleil est généreux.
La température annuelle moyenne est de 14,5 °C sur le littoral, où les moyennes mensuelles varient entre 4  et   6 °C en janvier et entre 20  et   23 °C en juillet. Dans la zone montagneuse, la température moyenne est un peu plus basse (19 °C en été) et les hivers sont relativement froids.
Ce climat favorise l’épanouissement d'une flore très riche, avec environ 1 700 espèces recensées.

## Population et religion

### Population

#### Évolution démographique de 2011 à 2016
| Année | Urbaine | Rurale  | Totale             |
| 2002  |         |         | 376 016 ou 254 210 |
| 2011  | 171 300 | 219 300 | 390 600            |
| 2012  | 173 100 | 220 600 | 393 700            |
| 2013  | 197 400 | 196 800 | 394 200            |
| 2014  | 198 700 | 197 900 | 396 600            |
| 2015  | 185 000 | 149 300 | 334 300            |
| 2016  | 186 700 | 150 300 | 337 000            |
| 2019  |         |         | 349 000            |

#### Répartition des principauxgroupes ethniques(2014)
| Groupe ethnique | Population 2014 | Population 2014 |
| --------------- | --------------- | --------------- |
| Géorgiens       | 320 742         | 96,04 %         |
| Arméniens       | 5 461           | 1,64 %          |
| Russes          | 3 679           | 1,10 %          |
| Ukrainiens      | 793             | 0,24 %          |
| Grecs           | 575             | 0,17 %          |
| Autres          | 2 703           | 0,81 %          |
| Total           | 333 953         | 100 %           |

| Groupe ethnique | Population 2002, | Population 2002, |
| --------------- | ---------------- | ---------------- |
| Géorgiens       | 351 132          | 93,3%            |
| Russes          | 9 073            | 2,4%             |
| Arméniens       | 8 848            | 2,3%             |
| Grecs           | 2 168            | 0,5%             |
| Abkhazes        | 1 558            | 0,4%             |
| Azéris          | 542              | 0,1%             |
| Ossètes         | 208              | 0,055%           |
| Autres          | 2487             | 0,66 %           |
| Total           | 376 016          | 100%             |

Les deux villes principales sont Batoumi (152 839 habitants) capitale de la république autonome, et Kobouleti.
Le dialecte parlé en Adjarie appartient au groupe des dialectes géorgiens du sud-ouest (Laze). Il s'appelle l'adjarouli (en géorgien აჭარული) ; on trouve parfois le terme adjarien, ou tout simplement adjar.

### Religion
Les Adjars sont aujourd'hui majoritairement chrétiens orthodoxes. Le recul de l'islam au profit de l'orthodoxie a commencé dans les années 1950 avec l'arrivée en Adjarie de migrants urbains d'origine gourienne et iméréthienne. Le mouvement s'est accéléré dès la dislocation de l'Union soviétique avec des conversions en nombre, encouragées par le gouvernement géorgien qui entreprit de médiatiser des baptêmes collectifs dans les rivières. Lors du recensement de 2014, on dénombrait 182 041 orthodoxes, soit 54,5 % de la population, pour 132 852 musulmans (39,8 %). On ne compte plus de nos jours que 25 % de musulmans à Batoumi. L'islam reste plus vivant dans la montagne qu'à Batoumi. Dans la capitale adjare, il y a une mosquée dans le centre-ville et une autre en projet.
Les Adjares sont des Géorgiens dont la particularité est d'avoir embrassé la religion musulmane sous la domination ottomane, surtout au XVIIIe siècle, tout en conservant leur langue. Au début de la période soviétique, ils étaient d'ailleurs recensés comme « Géorgiens musulmans », cette référence religieuse ayant disparu par la suite. Ils sont maintenant majoritairement chrétiens, comme avant les Ottomans.

## Économie

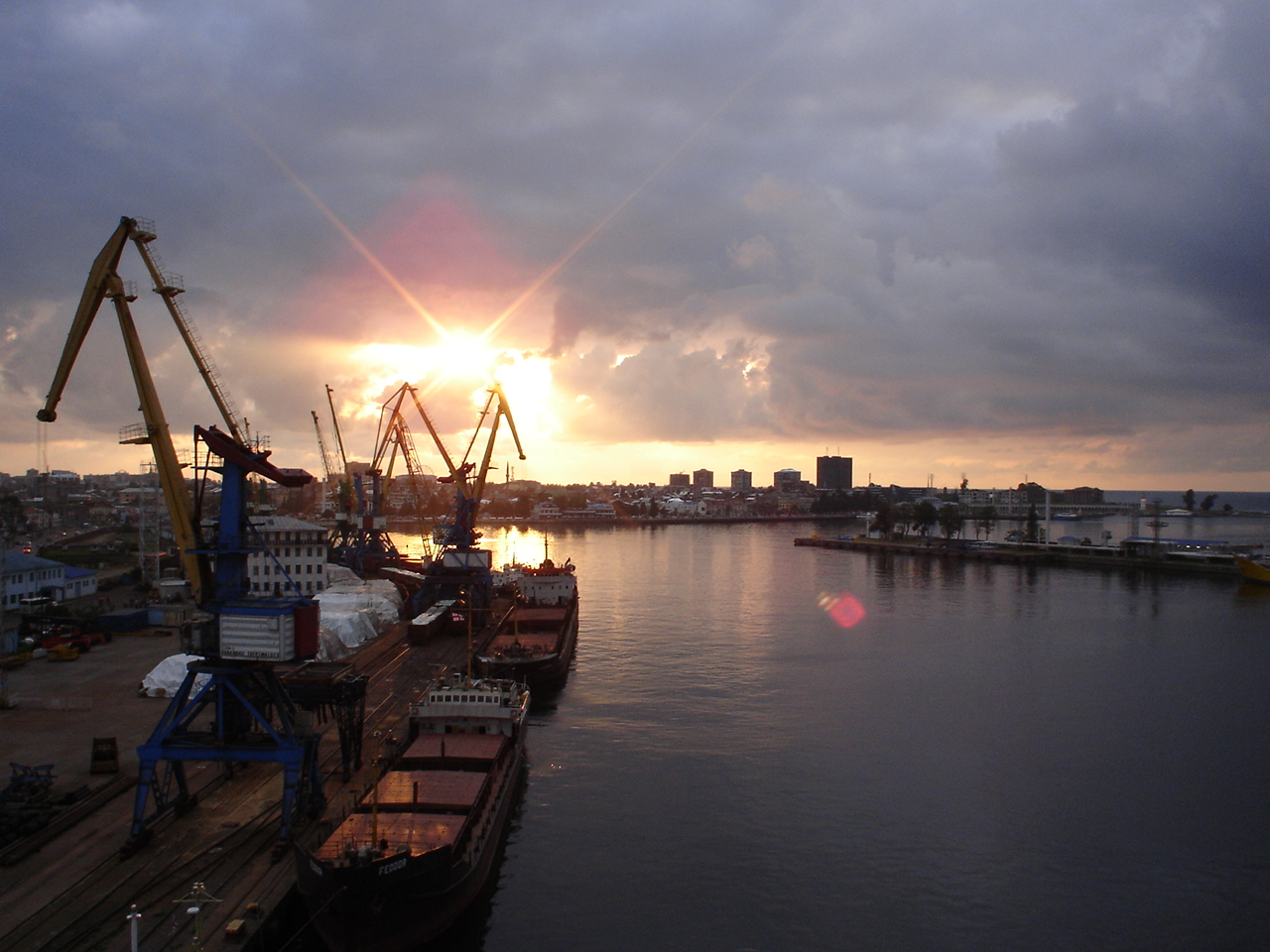
Le port de Batoumi

Le port de Batoumi est l'un des deux principaux ports géorgiens avec celui de Poti. Il est utilisé pour les importations et exportations géorgiennes, mais également pour des marchandises en transit à destination ou en provenance de l'Arménie, qui n'a pas de façade maritime, et de l'Azerbaïdjan. Batoumi possède une importante raffinerie, alimentée par le pétrole azerbaïdjanais amené par oléoduc jusqu'au port de Soupsa puis par voie ferrée jusqu'à Batoumi.
Le tourisme joue un rôle important dans l'économie adjare. Il s'agit principalement de tourisme balnéaire, favorisé par le climat  et une température moyenne de l'eau comprise entre 21 et 29 °C selon les saisons. Les stations balnéaires se succèdent sur les 54 km de côte, de Sarpi à la frontière turque jusqu'à Kobouleti au nord et offrent une vingtaine de kilomètres de plages. Mais le tourisme rural et l'écotourisme sont aussi en développement dans les villages de l'intérieur. Des stations de ski sont en projet. Enfin, Batoumi offre aux amateurs de jeux d'argent de nombreux casinos.
L'Adjarie est une région agricole. Le climat subtropical conditionne les cultures, parmi lesquelles dominent le tabac, le thé et les agrumes, notamment les citrons. À l'intérieur, on cultive aussi le maïs et la vigne. On trouve soixante-deux sources d'eau minérale en Adjarie.
Les ressources minières sont principalement l'or, l'argent et le cuivre. La région possède aussi des industries mécaniques.

## Centres d'intérêt touristiques
Les principaux centres d'intérêt touristiques d'Adjarie sont :
- la ville de Batoumi ;

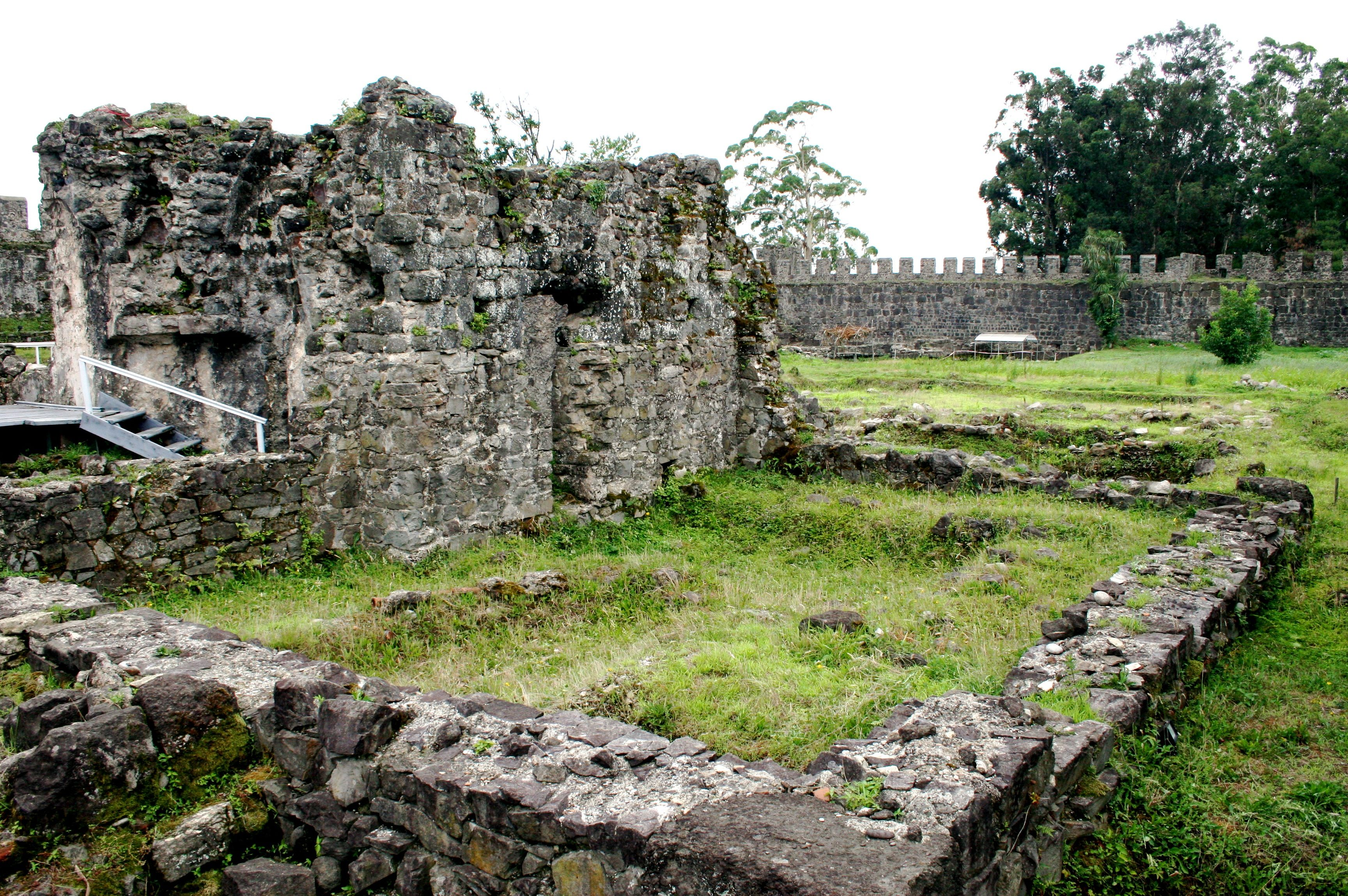
Les ruines de la forteresse de Gonio.

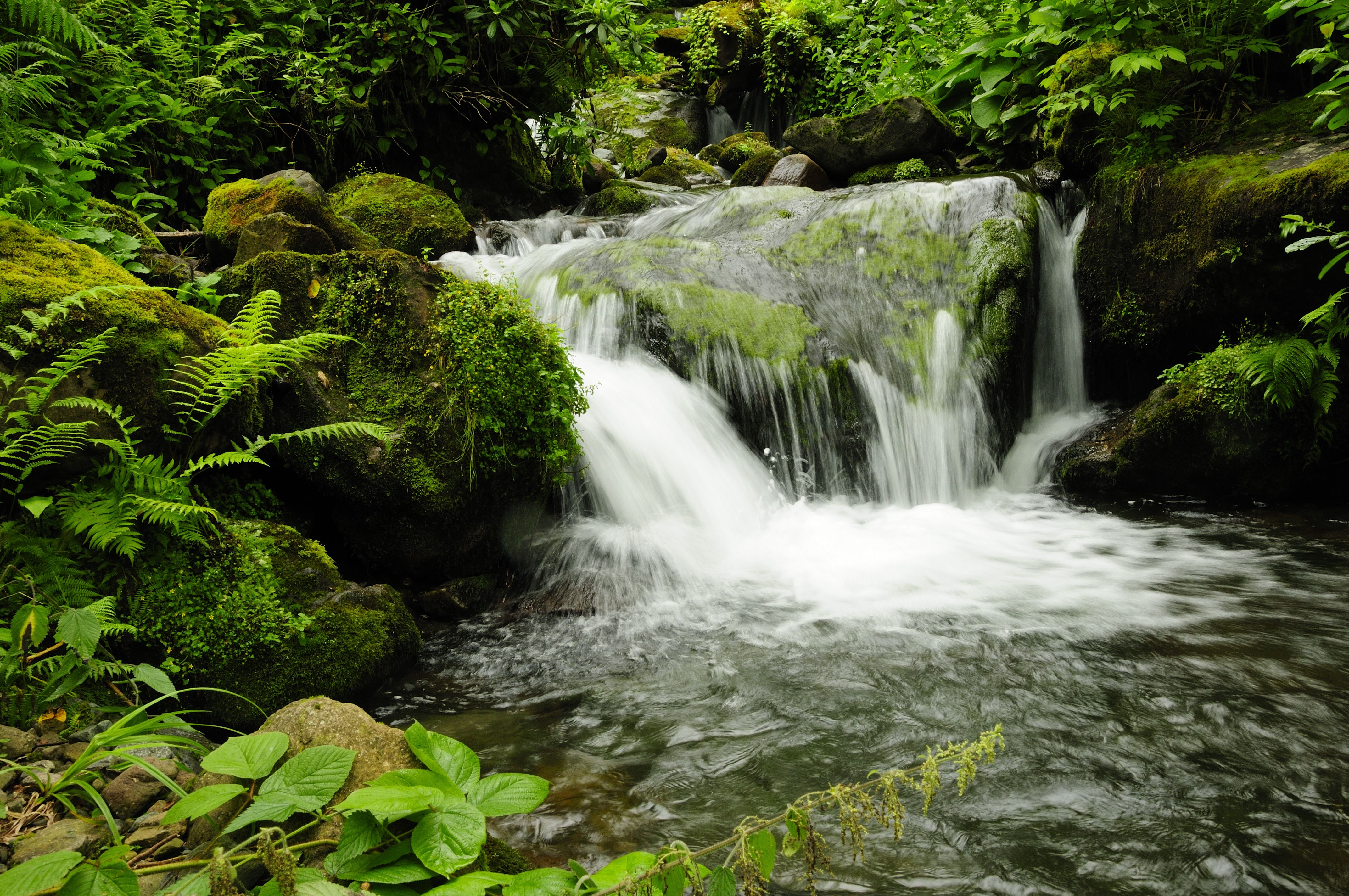
Chute d'eau au parc national de Mtirala

- le jardin botanique du Cap vert (en géorgien მწვანე კონცხი), tout près de Batoumi, qui regroupe sur 108 ha plus de deux mille espèces végétales du monde entier, dont cent-quatre d'origine caucasienne ;
- la forteresse romaine de Gonio, datant du Ier siècle (antique Asparon) ;
- la forteresse de Petra ;
- la réserve naturelle de Kobouleti ;
- le parc national de Mtirala et celui de Matchakhela.

## Gastronomie
La cuisine adjare comporte de nombreux plats typiques. Sur la côte, elle fait largement usage de poissons, tandis que la cuisine de l'intérieur montagneux recourt abondamment aux produits laitiers. Quelques plats typiques :
- le khatchapouri (ხაჭაპური) : ce pain au fromage est l'un des plats nationaux géorgiens ; la variante adjare se caractérise par une forme allongée, en forme de bateau, et la présence d'un œuf sur le dessus ;
- le borano (ბორანო) : du fromage fondu dans du beurre ;
- le tchirbouli (ჩირბული) : un petit déjeuner à base d'œufs et de noix ;
- le sinori (სინორი) : à base de pâtes et de fromage blanc.